# Calamus metzianus
Calamus metzianus är en enhjärtbladig växtart som beskrevs av Diederich Franz Leonhard von Schlechtendal. Calamus metzianus ingår i släktet Calamus och familjen Arecaceae. Inga underarter finns listade i Catalogue of Life.